# Planai
Planai (také Schladminger Kaibling) je hora v Rakousku o nadmořské výšce 1906 m n. m. Leží v pohoří Schladmingské Taury ve spolkové zemi Štýrsko nedaleko obce Schladming. Planai je také název části lyžařského střediska, které sdružuje čtyři vrcholy (Hauser Kaibling, Hochwurzen, Reiteralm a Planai) pod názvem Schladminger 4-Berge-Schaukel. Nejvyšší bod lyžařského střediska se nachází v nadmořské výšce 1894 m n. m. Zdejší skiareál bývá často označován pouze názvem Schladming.
V roce 2013 zde proběhlo mistrovství světa v alpském lyžování. Již dříve zde proběhly mužské závody v rámci mistrovství světa v roce 1982, ženské závody v tomto roce proběhly v Haus im Ennstal. Zdejší skiareál je také pravidelným pořadatelem závodů Světového poháru v alpském lyžování. V sezóně světového poháru 2011/2012 hostilo středisko finále světového poháru.

## Galerie

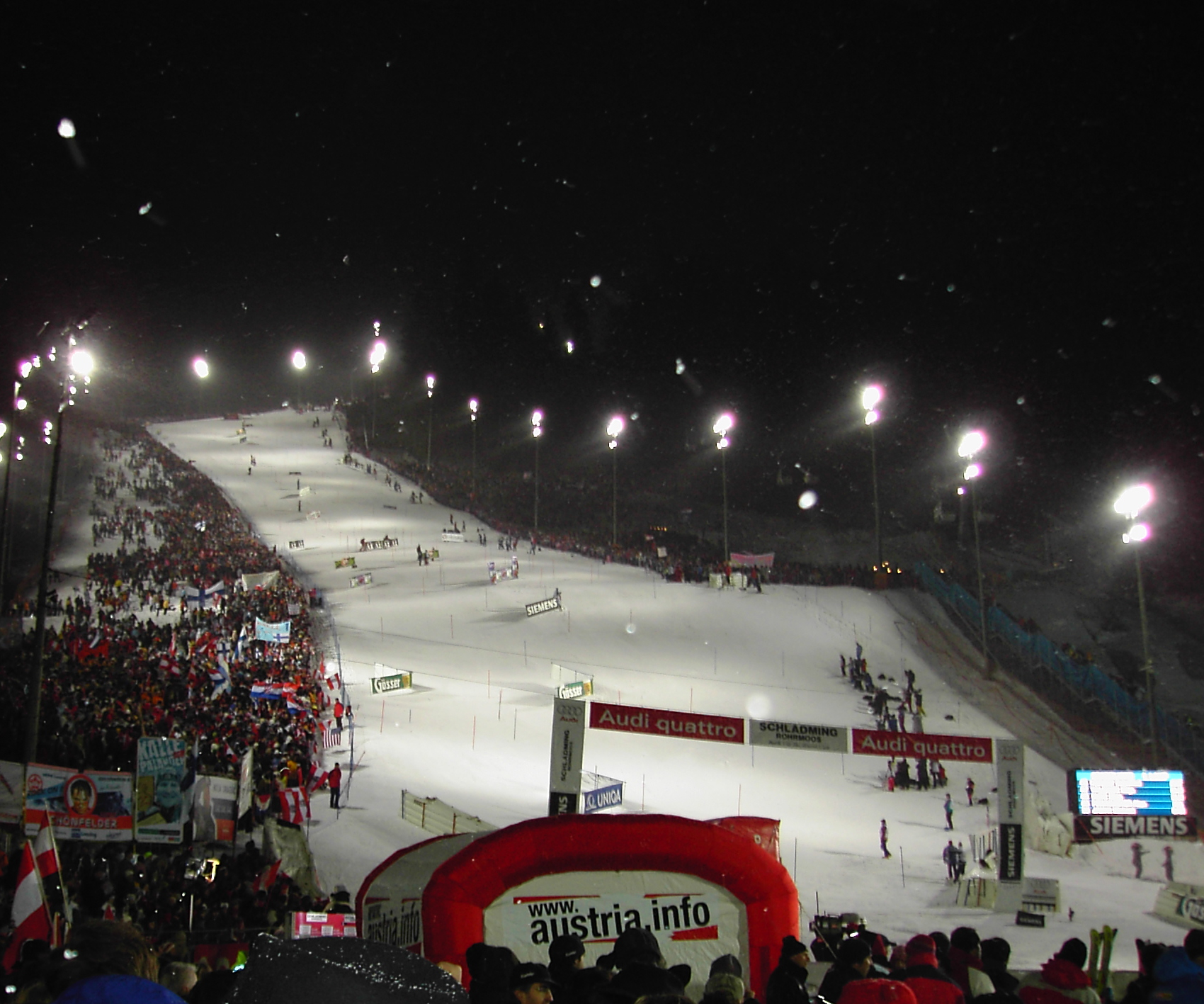
Sjezdovka Planai při závodu světového poháru
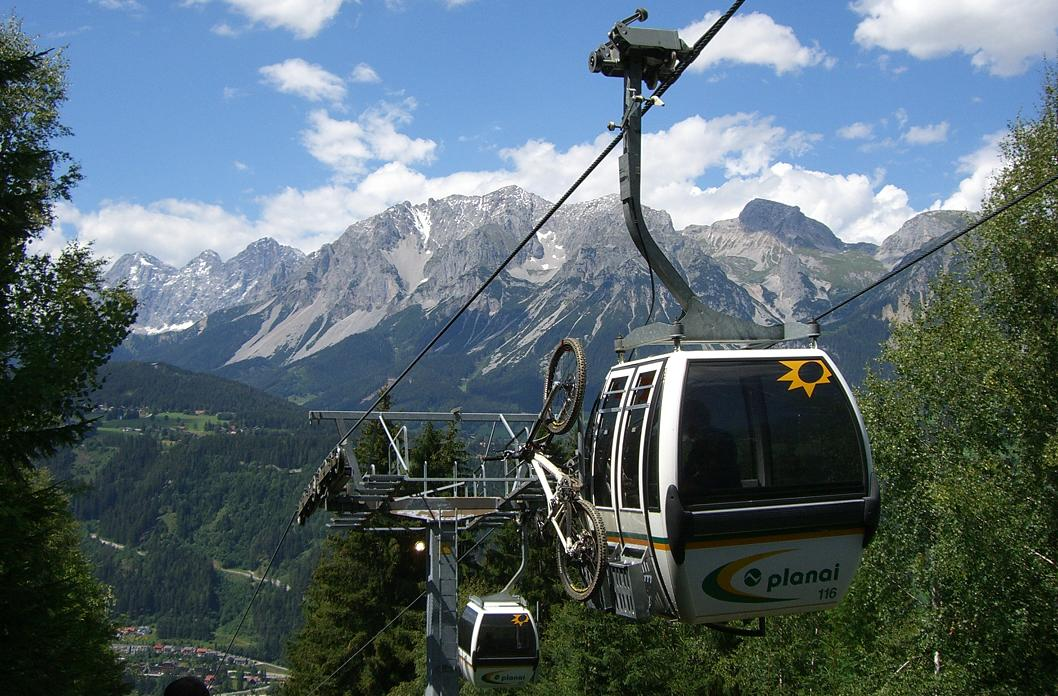
Kabinová lanová dráha